# Гайворонський Юрій Григорович
Юрій Григорович Гайворонський (нар. 16 квітня 1937) — український радянський партійний діяч, секретар парткому Ворошиловградського тепловозобудівного заводу, 2-й секретар Ворошиловградського міськкому КПУ. Член ЦК КПУ в 1976—1981 р.

## Біографія
Освіта вища.
Член КПРС з 1964 року.
У 1970-х — 1980 року — секретар партійного комітету Ворошиловградського тепловозобудівного заводу (виробничого об'єднання «Ворошиловградтепловоз»).
У 1980 — грудні 1987 року — 2-й секретар Ворошиловградського міського комітету КПУ Ворошиловградської області.
19 грудня 1987 — 1990 року — завідувач відділу організаційно-партійної і кадрової роботи Ворошиловградського обласного комітету КПУ.
Потім — на пенсії у місті Луганську.

## Нагороди
- ордени
- медалі